# 水上斉之助
水上 斉之助（みずかみ さいのすけ / せいのすけ、1869年11月4日〈明治2年10月1日〉 - 1944年〈昭和19年〉10月25日）は、日本の政治家。衆議院議員（1期）。

## 経歴
陸前国気仙郡吉浜村（のち岩手県気仙郡吉浜村→三陸村→三陸町、現・大船渡市）出身。気仙郡唐丹村（現・釜石市）で長年にわたり、水産業に従事する。兄の水上助三郎とともに千島列島近海のサケ・マス漁業やラッコ・オットセイ猟、メキシコ沿岸でのマグロ・カツオ漁に出漁し、帰国後は吉浜湾でのアワビの養殖に手を染め、中国への輸出を手掛けた。
政治面では、1910年に唐丹村会議員となり、3期務める。ほか、気仙郡会議員となり、1930年の第17回衆議院議員総選挙において岩手2区から立憲民政党公認で立候補して当選し、衆議院議員を1期務めた。1932年の第18回衆議院議員総選挙には出馬しなかった。1937年から翌年まで唐丹村長を務めた。1944年死去。

## その他
1933年3月3日に起きた昭和三陸地震で発生した大津波で褌ひとつで裏の竹薮に逃げ込んだことを新聞に書かれた。